# آلن داونی (بازیکن فوتبال)
آلن داونی (انگلیسی: Allan Devanney; ۲۰ سپتامبر ۱۹۴۱ – ۱۹۹۲ (۵۰−۵۱ سال)) بازیکن فوتبال اهل بریتانیا بود.
از باشگاه‌هایی که در آن بازی کرده‌است می‌توان به باشگاه فوتبال گایزلی و باشگاه فوتبال برادفورد سیتی اشاره کرد.